# Dieudonné Smets
Dieudonné Smets (Heure-le-Romain, 17 augustus 1901 - Oupeye, 29 november 1981) was een Belgisch wielrenner.
Smets was beroepsrenner van 1927 tot 1937. In 1926 won hij als onafhankelijke renner Luik-Bastenaken-Luik. Dat jaar won hij ook het Belgisch kampioenschap wielrennen voor onafhankelijken. In 1935 werd hij tweede in de Zesdaagse van Antwerpen, samen met René Martin.

## Resultaten in voornaamste wedstrijden
| Jaar | Ronde van Vlaanderen | Parijs-Roubaix | Luik-Bast.‑Luik |
| ---- | -------------------- | -------------- | --------------- |
| 1926 |                      |                | Goud            |
| 1927 | 40e                  | 66e            |                 |